# Кимбол (Минесота)
Кимбол (енгл. Kimball) град је у америчкој савезној држави Минесота.

## Демографија
По попису из 2010. године број становника је 762, што је 127 (20,0%) становника више него 2000. године.
| Група             | 2000.       | 2010.       |
| Белци             | 610 (96,1%) | 735 (96,5%) |
| Афроамериканци    | 1 (0,2%)    | 4 (0,5%)    |
| Азијати           | 6 (0,9%)    | 2 (0,3%)    |
| Хиспаноамериканци | 10 (1,6%)   | 8 (1,0%)    |
| Укупно            | 635         | 762         |